# Jóhann Hjartarson
Jóhann Hjartarson (ur. 8 lutego 1963 w Reykjavíku) – islandzki szachista, pretendent do tytułu mistrza świata, arcymistrz od 1985 roku.

## Kariera szachowa
W swoim dorobku posiada dziewięć medali indywidualnych mistrzostw Islandii: pięć złotych (w latach 1980, 1984, 1994, 1995 i 1997), trzy srebrne (1982, 1986 i 1996) oraz jeden brązowy (1981). Tytuł arcymistrza otrzymał w 1985 roku. W 1997 r. zwyciężył w mistrzostwach krajów nordyckich, rozegranych w Reykjavíku. Zwyciężył lub podzielił I miejsca również w międzynarodowych turniejach rozegranych w Gausdal (1984), Reykjavík Openu (1984, wspólnie z Helgi Ólafssonem i Samuelem Reshevskym), Gjøvik (1985), Monachium (1988), Reykjavíku (1992, wspólnie z Aleksiejem Szyrowem), Sztokholmie (1996/97, turniej Rilton Cup, wspólnie z Joelem Benjaminem i Jurijem Jakowiczem) oraz w Kopenhadze (1997).
Największe sukcesy osiągnął w latach 1987–1988. Najpierw zwyciężył (wspólnie z Walerijem Sałowem) w turnieju międzystrefowym rozegranym w  Sziráku i awansował do grona pretendentów. W I rundzie rozegranej w roku 1988 w Saint John spotkał się z Wiktorem Korcznojem i odniósł sensacyjne zwycięstwo w stosunku 4½ - 3½. W kolejnej rundzie spotkał się w Seattle z Anatolijem Karpowem, któremu uległ 1½ - 3½. W roku 1997 wystąpił w rozegranych w Groningen mistrzostwach świata FIDE rozegranych systemem pucharowym. W I rundzie pokonał Sarunasa Sulskisa, ale w II rundzie przegrał z Aleksiejem Aleksandrowem i odpadł z turnieju.
Dziesięciokrotnie (w latach 1984-2006) reprezentował swój kraj na szachowych olimpiadach, najbliżej medalu będąc w roku 1986 w Dubaju, kiedy to zespół Islandii wywalczył V miejsce. Ogółem rozegrał 113 olimpijskich partii i zdobył 62 pkt. W roku 1992 zdobył srebrny medal na I szachownicy (za wynik 6 pkt z 8 partii) w drużynowych mistrzostwach Europy w Debreczynie.
Najwyższy ranking w karierze osiągnął 1 lipca 2003 r., z wynikiem 2640 punktów zajmował wówczas 53. miejsce na światowej liście FIDE.
Od 1998 r. znacznie ograniczył występy w turniejach szachowych, poświęcając się pracy prawnika (ukończył prawoznawstwo).